# کالج رودز

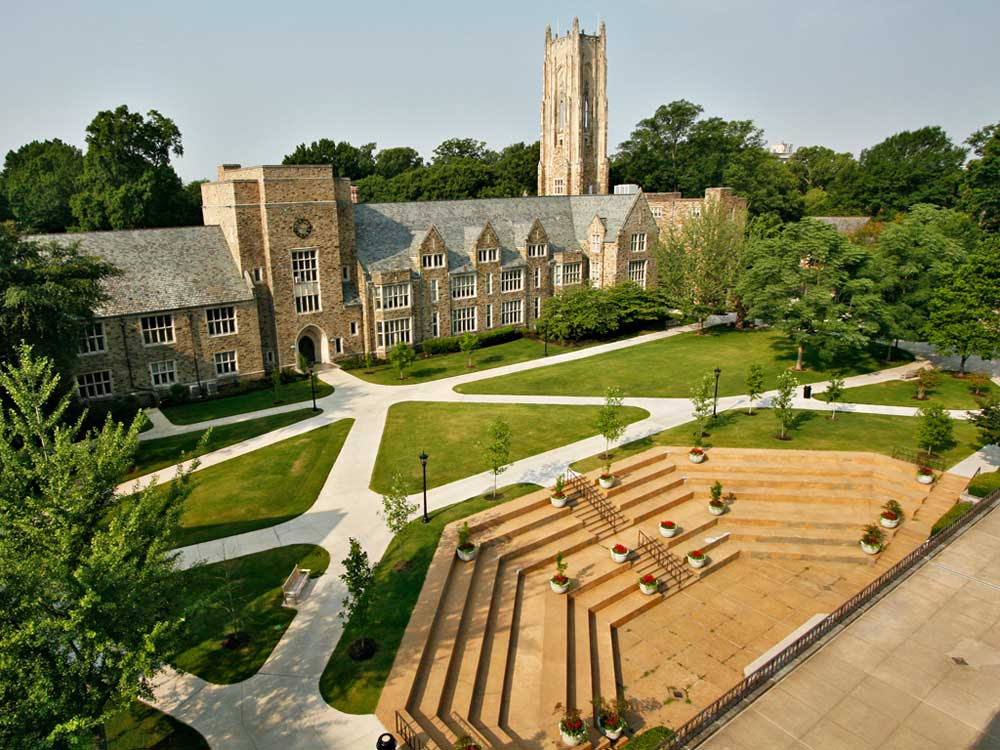

کالج رودز (به انگلیسی: Rhodes College) تأسیس ۱۸۴۸، از کالج‌های معتبر ایالات متحده آمریکا بوده که در ایالت تنسی و در شهر ممفیس واقع است.